# Obligatorisk finskundervisning
Obligatorisk finskundervisning syftar i Finland på den obligatoriska undervisningen i skolämnet finska för svenskspråkiga skolbarn. Den officiella benämningen i utbildningssammanhang för det av nationalspråken (svenska eller finska) man inte läser som modersmål är det "andra inhemska språket" (finska toinen kotimainen kieli). Finska är obligatoriskt i alla grundskolor, förutom på det enspråkigt svenska Åland. Kunskaper i landets bägge officiella språk är ett krav för många statliga och kommunala tjänster annorstädes i landet, och i princip en förutsättning för högskoleexamen.
Med ett nedsättande uttryck kallas ibland den obligatoriska finskundervisningen tvångsfinska (på finska pakkosuomi), som reaktion på termen tvångssvenska (pakkoruotsi), som lanserats i debatten om undervisningen i svenska i finska skolor.